# Gora, Bilčovs
Gora (nemško Rupertiberg) je naselje v Občini Bilčovs v Okraju Celovec-dežela na Koroškem v Avstriji.